# Tracteur à hydrogène
Les tracteurs à hydrogène désigne les tracteurs dont la puissance est assurée par une pile à combustible alimentée en dihydrogène. La pile à combustible fournit un courant électrique continu qui vient actionner un moteur électrique. La difficulté technique consiste dans le fait que ce genre de véhicule nécessite une puissance importante pendant une longue période de temps et rend ainsi difficile l'électrification par des batteries.

## Application industrielle
Le constructeur New Holland a dévoilé le tracteur New Holland NH2 en 2009 au Sima. Le prototype avait une puissance de 110 chevaux (soit 75kW) et une autonomie de 1h30. Le tracteur est basé sur le modèle T6000 de la marque.

## Difficultés rencontrées
Le développement lent de ces engins peut s'expliquer par plusieurs difficultés rencontrées :
- On ne sait pas si ces engins seront économiquement compétitifs avec les engins thermiques traditionnels.
- Faible autonomie : même si New Holland affirme pouvoir augmenter l'autonomie, elle reste faible[3].
- Faible rendement : lorsque le dihydrogène est produit à partir d’électricité (électrolyse) puis retransformé en électricité dans la pile à combustible, une grande partie de l'énergie est perdue[4].
- Intérêt écologique relatif : si le dihydrogène est produit à partir de sources fossiles ou est issu d'une électrolyse dont l’électricité en découle, alors les émissions de dioxyde de carbone ne sont pas supprimées, mais déplacées. Pour limiter les émissions de dioxyde de carbone, le véhicule doit être alimenté en « hydrogène vert » (produit par électrolyse de l'eau et par de l’électricité d'origine décarbonée).
- Cette technologie est en concurrence avec d'autres solutions alternatives comme des moteurs fonctionnant au biométhane, biocarburants ou à l'électrique sur batterie.